# 東紀州
東紀州（ひがしきしゅう）は、令制国の紀伊国東部に由来する地域区分で、三重県を北勢・伊賀・中勢・南勢（伊勢志摩）・東紀州の5つに区分した地域のひとつ。
古くから「南紀」「熊野」と呼ばれる牟婁郡の東半、同郡分割後の北牟婁郡・南牟婁郡にあたるが、旧・北牟婁郡錦町のみ町村合併により南勢に含まれている（現・度会郡大紀町錦）。
NHK津放送局の気象情報では、中勢に含まれる多気郡大台町および南勢に含まれる度会郡大紀町と合わせて「紀勢・東紀州」として扱われており、熊野灘に面した日本有数の多雨地域で知られる。
県南部に位置する東紀州地域は、典型的な過疎地域でもあり、県北部と比べ経済格差や生活基盤整備の遅れが見られ、三重県における南北問題と呼ばれている。その一方で、民間と行政の協同する地域づくりが注目され始め、「東紀州活性化大学」など地域の自立に向けた人材育成が展開されている。
衆議院の小選挙区では、三重県第4区に含まれる。

## 県民センター
県民センターの管轄地域とその地域の推計人口は以下の通り。
- 紀北県民センターの管轄：尾鷲市および北牟婁郡（尾鷲生活創造圏）。人口27,457人、面積449.26km²、人口密度61.1人/km²。（2025年2月1日、推計人口）
- 紀南県民センターの管轄：熊野市および南牟婁郡（熊野生活創造圏）。人口31,574人、面積541.1km²、人口密度58.4人/km²。（2025年2月1日、推計人口）

## 生活創造圏
県下では、9つの生活創造圏が県庁により設定されている。
- 生活創造圏の地図
- 生活創造圏ビジョン

東紀州の範囲は、以下の2つの生活創造圏に相当する。
- 尾鷲生活創造圏：尾鷲市、北牟婁郡（紀北町）
- 熊野生活創造圏：熊野市、南牟婁郡（御浜町、紀宝町）

## 都市圏
都市雇用圏（10% 通勤圏）の変遷
- 10% 通勤圏に入っていない自治体は、各統計年の欄で灰色かつ「-」で示す。

| 自治体 ('80) | 1980年                | 1990年                | 2000年                | 2005年                | 2010年                | 2015年                | 自治体 （現在） | 県民センター |
| ------------ | --------------------- | --------------------- | --------------------- | --------------------- | --------------------- | --------------------- | --------------- | ------------ |
| 尾鷲市       | 尾鷲 都市圏 4万4124人 | 尾鷲 都市圏 3万8415人 | 尾鷲 都市圏 3万3959人 | 尾鷲 都市圏 3万1798人 | 尾鷲 都市圏 3万8644人 | 尾鷲 都市圏 3万7374人 | 尾鷲市          | 紀北         |
| 海山町       | 尾鷲 都市圏 4万4124人 | 尾鷲 都市圏 3万8415人 | 尾鷲 都市圏 3万3959人 | 尾鷲 都市圏 3万1798人 | 尾鷲 都市圏 3万8644人 | 尾鷲 都市圏 3万7374人 | 紀北町          | 紀北         |
| 紀伊長島町   | -                     | -                     | -                     | -                     | 尾鷲 都市圏 3万8644人 | 尾鷲 都市圏 3万7374人 | 紀北町          | 紀北         |
| 熊野市       | 熊野 都市圏 2万6062人 | -                     | -                     | -                     | -                     | -                     | 熊野市          | 紀南         |
| 紀和町       | -                     | -                     | -                     | -                     | -                     | -                     | 熊野市          | 紀南         |
| 御浜町       | -                     | -                     | -                     | -                     | -                     | -                     | 御浜町          | 紀南         |
| 紀宝町       | 新宮 都市圏 5万2170人 | 新宮 都市圏 7万5724人 | 新宮 都市圏 7万1194人 | 新宮 都市圏 6万8699人 | 新宮 都市圏 6万3724人 | 新宮 都市圏 5万9307人 | 紀宝町          | 紀南         |
| 鵜殿村       | 新宮 都市圏 5万2170人 | 新宮 都市圏 7万5724人 | 新宮 都市圏 7万1194人 | 新宮 都市圏 6万8699人 | 新宮 都市圏 6万3724人 | 新宮 都市圏 5万9307人 | 紀宝町          | 紀南         |

- 2005年
  - 10月1日：熊野市と紀和町が合併し、熊野市となる。
  - 10月11日：紀伊長島町と海山町が合併し、紀北町となる。
- 2006年1月10日：紀宝町と鵜殿村が合併し、紀宝町となる。

## 医療圏
三重県には二次医療圏として4つの医療圏があり、東紀州には東紀州医療圏が設けられている（北勢、中勢伊賀、南勢志摩、東紀州の4医療圏の一つ）。